# Сальваи, Лукреция
Лукре́ция Сальва́и (итал. Lucrezia Salvai; род. 2 апреля 1988) — итальянская кёрлингистка.

## Карьера
В составе женской сборной Италии участница чемпионата Европы 2008 (заняли пятое место). Серебряный и бронзовый призёр чемпионатов Италии среди женщин. В составе смешанной сборной Италии участница трёх чемпионатов Европы (лучший результат — девятое место в 2008 и 2014). Двукратная чемпионка Италии среди смешанных команд. В составе смешанной парной сборной Италии участница двух чемпионатов мира (лучший результат — девятое место в 2015). Чемпионка Италии среди смешанных пар. В составе юниорской женской сборной Италии победитель первенства Европы среди юниоров 2007.
Начала заниматься кёрлингом в 2004.

## Достижения
- Чемпионат Италии по кёрлингу среди женщин: серебро (2011), бронза (2009).
- Чемпионат Италии по кёрлингу среди смешанных команд: золото (2009, 2014), серебро (2015), бронза (2007, 2018).
- Чемпионат Италии по кёрлингу среди смешанных пар: золото (2015), серебро (2014).
- Первенство Европы по кёрлингу среди юниоров: золото (2007).

## Команды
| Сезон                                               | Четвёртый          | Третий                | Второй            | Первый             | Запасной                                   | Турниры                                    |
| --------------------------------------------------- | ------------------ | --------------------- | ----------------- | ------------------ | ------------------------------------------ | ------------------------------------------ |
| 2006—07                                             | Джорджия Аполлонио | Элеттра Де Коль       | Giulia Dal Pont   | Giorgia Casagrande | Лукреция Сальваи тренер: Роберто Лачеделли | ПЕЮ 2007 · ЧМЮ 2007 (10 место)             |
| 2007—08                                             | Лукреция Сальваи   | ?                     | ?                 | ?                  |                                            | ЧИЖ 2008 (5 место)                         |
| 2008—09                                             | Диана Гаспари      | Джорджия Аполлонио    | Виолетта Кальдарт | Элеттра Де Коль    | Лукреция Сальваи тренер: Жан-Пьер Рюче     | ЧЕ 2008 (5 место)                          |
| 2008—09                                             | Лукреция Сальваи   | ?                     | ?                 | ?                  |                                            | ЧИЖ 2009                                   |
| 2009—10                                             | Лукреция Сальваи   | ?                     | ?                 | ?                  |                                            | ЧИЖ 2010 (4 место)                         |
| 2010—11                                             | Лукреция Сальваи   | ?                     | ?                 | ?                  |                                            | ЧИЖ 2011                                   |
| 2011—12                                             | Лукреция Сальваи   | ?                     | ?                 | ?                  |                                            | ЧИЖ 2012 (5 место)                         |
| 2012—13                                             | Лукреция Сальваи   | ?                     | ?                 | ?                  |                                            | ЧИЖ 2013 (5 место)                         |
| 2013—14                                             | Лукреция Лауренти  | Silvia Mingozzi       | Лукреция Сальваи  | Amanda Bianchi     | Cinzia Ricca                               | ЧИЖ 2014 (5 место)                         |
| 2023—24                                             | Вероника Дзаппоне  | Арианна Лозано        | Barbara Gentile   | Лукреция Сальваи   | Amanda Bianchi тренер: Amanda Bianchi      | ЧИЖ 2034                                   |
| Кёрлинг среди смешанных команд (mixed curling)      |                    |                       |                   |                    |                                            |                                            |
| 2006—07                                             | Лукреция Сальваи   | ?                     | ?                 | ?                  |                                            | ЧИСК 2007                                  |
| 2008—09                                             | Антонио Менарди    | Джорджия Аполлонио    | Фабио Альвера     | Клаудия Альвера    | Massimo Antonelli, Лукреция Сальваи        | ЧЕСК 2008 (9 место)                        |
| 2009—10                                             | Лукреция Сальваи   | Джанандреа Галлинатто | Вероника Герби    | Diego Bertoletti   | Valentina Cal, Giovanni Battoni            | ЧИСК 2009 · ЧЕСК 2009 (18 место)           |
| 2013—14                                             | Симоне Гонин       | Лукреция Сальваи      | Алессио Гонин     | Emanuela Cavallo   | Джорджия Рикка, Fabio Cavallo              | ЧИСК 2014                                  |
| 2014—15                                             | Симоне Гонин       | Лукреция Сальваи      | Алессио Гонин     | Emanuela Cavallo   | тренер: Fabio Cavallo                      | ЧЕСК 2014 (9 место)                        |
| 2014—15                                             | Симоне Гонин       | Лукреция Сальваи      | Алессио Гонин     | Lucilla Macchiati  | Fabio Cavallo                              | ЧИСК 2015                                  |
| 2017—18                                             | Eugenio Molinatti  | Лукреция Сальваи      | Stefano Perucca   | Amanda Bianchi     | тренер: Джанандреа Галлинатто              | ЧИСК 2018                                  |
| Кёрлинг среди смешанных пар (mixed doubles curling) |                    |                       |                   |                    |                                            |                                            |
| 2011—12                                             | Лукреция Сальваи   | Симоне Гонин          |                   |                    | тренер: Джанандреа Галлинатто (ЧМСП)       | ЧИСП 2012 (??? место) ЧМСП 2012 (12 место) |
| 2013—14                                             | Лукреция Сальваи   | Симоне Гонин          |                   |                    |                                            | ЧИСП 2014                                  |
| 2014—15                                             | Лукреция Сальваи   | Симоне Гонин          |                   |                    |                                            | ЧИСП 2015 · ЧМСП 2015 (9 место)            |

(скипы выделены полужирным шрифтом)